# Барби (Савоја)
Барби (фр. Barby) насеље је и општина у источној Француској у региону Оверња-Рона-Алпи, у департману Савоја која припада префектури Шамбери.
По подацима из 2016. године у општини је живело 3.399 становника, а густина насељености је износила 1371 становника/km². Општина се простире на површини од 2,48 km². Налази се на средњој надморској висини од 314 метара (максималној 655 m, а минималној 292 m).

## Демографија
| 1962. | 1968. | 1975. | 1982. | 1990. | 1999. | 2011. |
| ----- | ----- | ----- | ----- | ----- | ----- | ----- |
| 328   | 550   | 1.884 | 2.672 | 3.080 | 2.958 | 3.306 |

График промене броја становника у току последњих година